# دهه ۱۸۳۰ (میلادی)
دهه ۱۸۳۰ (میلادی) صد و هشتاد و سومین دهه تقویم میلادی است.
‎